# Money in the Bank 2016
Money in the Bank (2016) was een professioneel worstel-pay-per-view (PPV) en WWE Network evenement dat georganiseerd werd door WWE. Het was de 7e editie van Money in the Bank en vond plaats op 19 juni 2016 in het T-Mobile Arena in Las Vegas in Paradise, Nevada.

## Matches
| Nr. | Match | Winnaar(s)              | Opmerkingen                                                                                | Bron  |
| --- | --- | ----------------------- | ------------------------------------------------------------------------------------------ | ----- |
| 1p  | The Golden Truth (Goldust & R-Truth) vs. Breezango (Fandango & Tyler Breeze)                                                                          | The Golden Truth        | Tag Team match.                                                                            | [ 2 ] |
| 2p  | The Lucha Dragons (Kalisto & Sin Cara) vs. The Dudley Boyz (Bubba Ray Dudley & D-Von Dudley)                                                          | The Lucha Dragons       | Tag Team match.                                                                            | [ 2 ] |
| 3   | The New Day (Big E & Kofi Kingston) (c) (met Xavier Woods) vs. Enzo & Cass vs. Gallows & Anderson vs. The Vaudevillains (Aiden English & Simon Gotch) | The New Day             | Fatel 4-Way match voor het WWE Tag Team Championship.                                      | [ 2 ] |
| 4   | Baron Corbin vs. Dolph Ziggler | Baron Corbin            | Eén-op-één match.                                                                          | [ 2 ] |
| 5   | Charlotte & Dana Brooke vs. Becky Lynch & Natalya | Charlotte & Dana Brooke | Tag Team match.                                                                            | [ 2 ] |
| 6   | Apollo Crews vs. Sheamus | Apollo Crews            | Eén-op-één match.                                                                          | [ 2 ] |
| 7   | AJ Styles vs. John Cena | AJ Styles               | Eén-op-één match.                                                                          | [ 2 ] |
| 8   | Dean Ambrose vs. Alberto Del Rio vs. Cesaro vs. Chris Jericho vs. Kevin Owens vs. Sami Zayn                                                           | Dean Ambrose            | Money in the Bank ladder match voor een WWE World Heavyweight Championship match contract. | [ 2 ] |
| 9   | Rusev (c) (met Lana) vs. Titus O'Neil | Rusev                   | Eén-op-één match voor het WWE U.S. Championship. Rusev won door submission.                | [ 2 ] |
| 10  | Seth Rollins vs. Roman Reigns (c) | Seth Rollins (nc)       | Eén-op-één match voor het WWE World Heavyweight Championship.                              | [ 2 ] |
| 11  | Dean Amrbose vs. Seth Rollins (c) | Dean Amrbose (nc)       | Eén-op-één match voor het WWE World Heavyweight Championship.                              | [ 2 ] |